# Storslett
Storslett (nordsamisch Hánssagieddi; kvenisch Hansinkenttä) ist eine Ortschaft in der norwegischen Kommune Nordreisa (nordsamisch Ráisa) in der Provinz (Fylke) Troms. Der Ort stellt das Verwaltungszentrum von Nordreisa dar und hat 1916 Einwohner (Stand: 1. Januar 2024).

## Geografie
Storslett ist ein sogenannter Tettsted, also eine Ansiedlung, die für statistische Zwecke als eine Ortschaft gewertet wird. Der Ort liegt am inneren Ende des Fjords Reisafjorden (nordsamisch Ráisavuotna). Bei Storslett mündet der Fluss Reisaelva in das Meer, der Großteil des Siedlungsgebiets liegt am Ostufer des Flusses. Die Reisaelva fließt vor Storslett aus Richtung Südosten durch das Tal Reisadalen auf die Ortschaft zu. Der Fluss wird zur Lachsfischerei genutzt. Etwas nordwestlich von Storslett liegt die Ortschaft Sørkjosen.

## Geschichte
Das Dorf wurde während des Zweiten Weltkriegs von deutschen Truppen fast vollständig zerstört. Anschließend erfolgte der Wiederaufbau. Nach dem Wiederaufbau begann die Zahl der Einwohner stark anzuwachsen. In Storslett liegt die 1856 fertiggestellte Holzkirche Nordreisa kirke. Als Architekt war Christian Heinrich Grosch im Einsatz. Die Kirche gehört zu den wenigen Gebäuden, die nicht während des Zweiten Weltkriegs zerstört wurden.

## Wirtschaft und Verkehr
Für die Ortschaft ist der Tourismus von Bedeutung. In Storslett liegt unter anderem ein kvenisches Kulturzentrum sowie eine Abteilung des Nord-Troms Museum. Der Ort ist zudem ein Ausgangspunkt für den Reisa-Nationalpark. Durch die Ortschaft führt die Europastraße 6 (E6). Die E6 durchquert Norwegen größtenteils in Süd-Nord-Richtung und stellt in Storslett unter anderem die Verbindung in die nahegelegene Ortschaft Sørkjosen her. Dort liegt auch der Flughafen Sørkjosen.

## Name
Der Ort hat neben dem norwegischen Namen auch noch einen kvenischen und einen nordsamischen. Der kvenische Name Hansinkenttä soll sich davon ableiten, dass dort eine Person namens Hans gelebt habe. Der Namensbestandteil „-kenttä“ bedeutet „Feld“ oder „Wiese“.